# Kolej Nadwiślańska

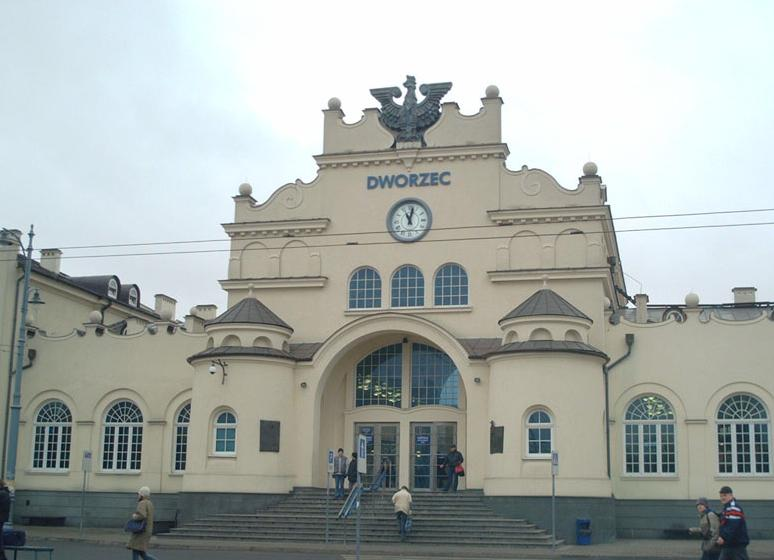
Zabytkowy dworzec główny PKP w Lublinie z 1877 roku

Kolej Nadwiślańska (Droga Żelazna Nadwiślańska, ros. Привислинская железная дорога, Priwislinskaja żeleznaja doroga) – linia kolejowa na ziemiach polskich pod zaborem rosyjskim otwarta 29 sierpnia 1877. Prowadziła od wówczas nadgranicznego miasta Mława przez Warszawę, Lublin i Chełm do Kowla. Linia liczyła 522 km toru o rozstawie rosyjskim (1524 mm), w 1887 r. pracowało na niej 2364 pracowników.

## Historia

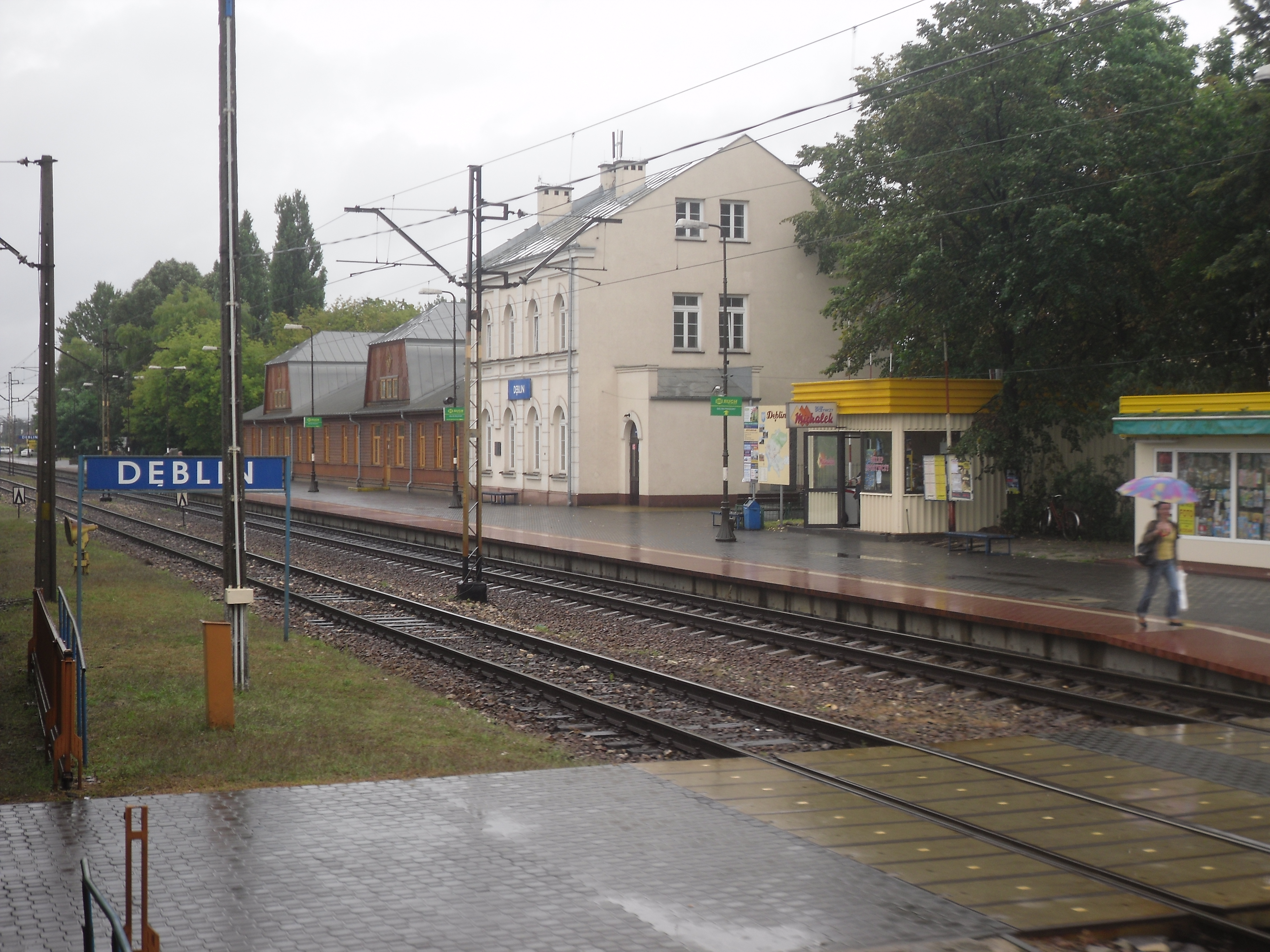
Stacja kolejowa w Dęblinie

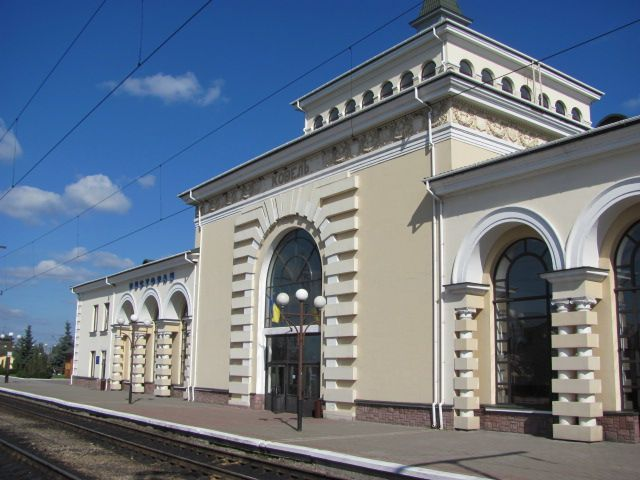
Dworzec kolejowy w Kowlu

Na terenach przygranicznych Królestwa Polskiego linie kolejowe powstawały z dużym opóźnieniem w stosunku do reszty kraju i terenów zaborów (szczególnie pruskiego).
Powstanie Drogi Żelaznej Nadwiślańskiej połączyło położone na Wołyniu miasto Kowel i urodzajne ziemie lubelskie z Chełmem i Lublinem z ufortyfikowaną linią rzeki Wisły. Budowę trasy kolei nadwiślańskiej ukończono wkrótce po oddaniu do użytku kolei obwodowej w Warszawie. Dalej kolej biegła na północ przez Modlin do Mławy, a tuż za nią (na granicy z Prusami) łączyła się z linią kolejową prowadzącą od miejscowości Iłowo przez Działdowo do Gdańska. W Warszawie linia miała połączenie z wszystkimi ważnymi trasami (linia Terespolska, Petersburska, Wiedeńska i kolej obwodowa). Łączna długość linii kolejowej, z 24 znajdującymi się na niej stacjami, wynosiła 475 km.
Kolej szerokotorowa o standardzie rosyjskim przebiegała wzdłuż przypuszczalnej linii frontu i łączyła ze sobą najważniejsze twierdze rosyjskie na terenie Królestwa Polskiego: Warszawę, Nowogieorgiewsk (Modlin) i Iwanogród (Dęblin) z rosyjskimi twierdzami na Wołyniu: Łuckiem, Równem i Dubnem. Pozwalało to na szybki transport wojska, amunicji i sprzętu. Kolej Nadwiślańska była więc obiektem o ważnym znaczeniu strategicznym. Została oddana do użytku 17 sierpnia?/29 sierpnia 1877. Według innych źródeł została otwarta 20 września 1876 r.
Początkowo największym warszawskim dworcem linii był drewniany Dworzec Warszawa-Praga (zniszczony) na Nowym Bródnie. Jednym z najważniejszych i najbardziej okazałych dworców na całej trasie był wybudowany jeszcze w 1877 Dworzec Główny w Lublinie. W lecie tego samego roku oddano do użytku pierwszy, drewniany, lecz okazały, dworzec kolejowy w Chełmie. Był on jednym z dworców ówczesnej III klasy na całej Drodze Żelaznej Nadwiślańskiej. Główny dworzec tej linii powstał w Warszawie dopiero w 1880 niedaleko Cytadeli i pierwotnie nazywał się Dworzec Główny Kolei Nadwiślańskich. Na początku XX wieku nazwę zmieniono na Dworzec Kowelski. Został zniszczony w sierpniu 1915 roku, podczas wycofywania się Rosjan z Warszawy, a po I wojnie światowej wybudowano w tym miejscu Dworzec Gdański.
W okolicach Warszawy Kolej Nadwiślańska w roku 1894 miała przystanki w Nowym Dworze, Jabłonnie, na Nowej Pradze (przystanek Praga – Nowa Praga nie była jeszcze wtedy częścią Warszawy), Wawrze, Otwocku. Przed 1939 rokiem przebiegała przez 13 stacji i przystanków osobowych: Warszawa Choszczówka, Warszawa Płudy, Warszawa Żerań, Warszawa Toruńska, Warszawa Praga, Warszawa Olszynka Grochowska, Warszawa Gocławek, Warszawa Wawer, Warszawa Anin, Warszawa Międzylesie, Warszawa Radość, Warszawa Miedzeszyn, Warszawa Falenica.
W 1896 roku Kolej Nadwiślańska została połączona z Koleją Warszawsko-Terespolską w Koleje Nadwiślańskie (ros. Priwislinskije żeleznyje dorogi), a w 1897 roku włączono w ich skład jeszcze Kolej Iwangorodzko-Dąbrowską.